# Semantische Relation
Semantische Relation (auch: Sinnrelation, Bedeutungsrelation, Bedeutungsbeziehung) ist ein Oberbegriff für Beziehungen, die zwischen Bedeutungen von sprachlichen Ausdrücken (Wörtern, Sätzen) bestehen.
Teilweise wird der Ausdruck semantische Relation nur für die Beziehungen der Bedeutungen von Wörtern, teilweise nur für die Bedeutungsbeziehungen natürlichsprachiger Ausdrücke verwendet (siehe aber auch Semantisches Netz).
Man kann die semantischen Relationen in syntagmatische Verträglichkeitsbeziehungen und in paradigmatische Austauschklassen einteilen.
Zu den syntagmatischen Verträglichkeitsbeziehungen zählen:
- Kompatibilität
- Selektionsbeschränkungen
- Wesenhafte Bedeutungsbeziehungen

Zu den paradigmatischen Austauschklassen:
- Synonymie
- Antonymie
- Dualität
- Hyperonymie; Hyponymie; Kohyponym
- Inkompatibilität
- Komplementarität
- Konversion
- Paraphrase
- Meronymie
- Folgerungsbeziehung

Genannt werden im Bereich der lexikalischen semantischen Relation zusätzlich:
- Referenzidentität: der Fall identischer Referenz bei unterschiedlicher Bedeutung (klassisches Beispiel von Frege: die Ausdrücke Morgenstern und Abendstern bedeuten Verschiedenes, bezeichnen aber Identisches: die Venus).[5]
- Ambiguität
- Unschärfe (Sprache); Polysemie
- Kontradiktion (Gegensatz)